# بیگ موزز (ویرجینیای غربی)
بیگ موزز (به انگلیسی: Big Moses) یک منطقهٔ مسکونی در ایالات متحده آمریکا است که در شهرستان تایلر، ویرجینیای غربی واقع شده‌است. بیگ موزز ۲۲۰٫۰۷ متر بالاتر از سطح دریا واقع شده‌است.